# ニューみやこ
ニューみやこは、阪九フェリーが運航していたフェリー。

## 概要
神田造船所川尻工場で建造され、1984年1月29日に泉大津航路に就航した。本船の就航により、従来、泉佐野航路に就航していた第二十四阪九は神戸航路へ転配され、神戸航路に就航していた第十七阪九が引退した。
1996年3月15日、泉大津航路の減便により引退した。
1996年、フィリピンのスーパーフェリーへ売却され、SUPERFERRY 12となった。 
その後、ST.POPE JOHN PAUL IIと改名され、マニラ - セブ - カガヤン・デ・オロ航路で運航されている。船は2021年にスクラップとして売却されました。

### 航路
阪九フェリー
- 小倉港（日明埠頭） - 泉大津港

## 設計
ニューやまとの同型船である。

## 事故・インシデント

### 漁船との衝突
1987年11月10日、6時12分ごろ、小倉港から泉大津港へ向かっていた本船は、播磨灘の松島（家島諸島）にある松島灯台の南南東約8.9海里の地点において、本船の前路を横切る針路で航行していた漁船栄昌丸と衝突した。本船の左舷後部に、栄昌丸の船首が後方から約82度の角度で衝突し、本船は左舷船尾部の外板に軽微な凹傷と擦過傷を生じ、栄昌丸は前部マストが切損、船首部が圧壊した。栄昌丸に単独で乗船していた甲板員が軽傷を負った。
事故原因は、両船が互いに進路を横切り衝突のおそれがある態勢で接近中、栄昌丸の運航が不適切で、本船の進路を避けなかったことで発生したが、本船が警告信号を吹鳴しなかったことも一因とされた。栄昌丸は船長が所用で不在で無資格の甲板員が単独で運航しており、居眠りにより見張り不十分の状態で航行していた。

### 防波堤への衝突
1990年12月5日、11時28分ごろ、新門司港への回航のため、小倉港日明埠頭から後進で出港した本船は、防波堤出入口を通過する際、外側にプッシャーバージがいたため、出港を中止し
て防波堤内側に戻ったが、その際に右舷前部が防波堤先端部に衝突した。衝突により、本船は右舷中央部の外板に破口を伴う凹損を生じた。事故原因は、防波堤との相対位置関係の確認が不十分であったこととされた。